# Torre de Ca Cervelló
La Torre de Ca Cervelló és una obra de Vila-seca (Tarragonès) declarada Bé Cultural d'Interès Nacional.

## Descripció
La torre que hi ha a la cantonada dels carrers Major i Riudoms costa de distingir es troba integrada entre les cases i no destaca de cap manera, a causa de les transformacions que ha patit al llarg del temps. No s'hi observen restes d'espitlleres ni de matacans, ja que estan emmascarats per les reformes modernes.

## Història
La població de Vila-seca es defensava mitjançant un seguit de torres -dotze concretament, algunes de les quals s'han conservat fins als nostres dies- que formaven un doble clos emmurallat.
Aquestes torres tenen en comú la planta quadrangular, la distribució interior dels pisos, el tipus de material constructiu emprat i la forma de construcció. En origen podrien haver tingut merlets, però no s'observa cap senyal de l'existència de matacans. El gruix dels murs està al voltant dels 75 cm.